# Prêmio DB Artes
Prêmio DB Artes (Prix DB Artes) était un prix brésilien destiné à la bande dessinée indépendante organisé par le studio Divisão Brasileira de Artes et décerné aux auteurs, personnalités et œuvres entre 2003 et 2010. La cérémonie de remise des prix a eu lieu pendant le HQ Festival, un festival de bande dessinée organisé chaque année à Aracaju,,.
Le prix (appelé DB Artes Independentes dans ses trois premières éditions) était ouvert à tous les auteurs indépendants brésiliens, en particulier les artistes de fanzines. Les candidatures se faisaient en envoyant deux exemplaires de l'œuvre par la poste, accompagnés du formulaire d'inscription. La soumission du travail garantissait la participation dans toutes les catégories concernées, mais il n'était pas possible pour la même personne de gagner dans deux catégories différentes. Le vote a été effectué par e-mail et ouvert aux lecteurs, collectionneurs, éditeurs de fanzines et autres personnes liées à la bande dessinée brésilienne,.
En 2007 et 2008, le Festival HQ n'a pas eu lieu et le Prêmio DB Artes a également été reporté, ne revenant qu'en 2009. La dernière édition de l'événement et également du prix a eu lieu l'année suivante,,.